# 유채란
유채란(1992년 11월 7일~)은 대한민국의 배드민턴 선수로, 2015년 제28회 광주 하계유니버시아드대회 배드민턴 혼합단체전 금메달 및 2014년 제17회 인천 아시안게임 배드민턴 여자단체전 은메달을 획득했다. 개명 전 이름은 유해원이다.